# Лебедева, Галина Евгеньевна
Гали́на Евге́ньевна Ле́бедева (10 мая 1935, Тула — 30 октября 2021, Москва) — советский и российский историк-византинист. Доктор исторических наук (1989), профессор (1990), заведующая кафедрой истории Средних веков Института истории СПбГУ, (1990—2015).

## Биография
Окончила исторический факультет ЛГУ в 1962 году. С 1962 по 1965 год училась там же в аспирантуре. С 1965 года работала на кафедре истории средних веков исторического факультета (ныне — Институт истории СПбГУ).
В 1972 году защитила кандидатскую диссертацию «Рабы и проблемы рабства в кодексах Феодосия и Юстиниана». С 1974 года — доцент.
В 1989 году защитила докторскую диссертацию «Динамика социальной структуры ранневизантийского общества (по данным кодексов Феодосия и Юстиниана)». С 1990 по 2015 год заведовала кафедрой истории средних веков. С 1991 года — профессор.
Основные направления научных исследований: социально-экономическая история Византии, история византиноведения в России и СССР.
Скончалась в Москве в 2021 году.

## Основные труды

### Книги
- Социальная структура ранневизантийского общества: (По данным кодексов Феодосия и Юстиниана). — Л.: Изд-во ЛГУ, 1980. — 166 с.
- Византия: проблемы перехода от античности к феодализму. — Л.: ЛГУ, 1984. — 97 с. — В соавторстве с Г. Л. Курбатовым.
- Cathedra medii aevi: материалы к истории ленинградской медиевистики 1930—1950-х годов. — СПб.: Изд-во СПбГУ, 2008. — 123, [2] с., [4] л. ил. — ISBN 978-5-288-04503-5. — В соавторстве с В. А. Якубским.

### Статьи
- К творческой биографии А. П. Рудакова // Византийский временник. — 1973. — Т. 34 (59). — С. 264—267.
- Кодексы Феодосия и Юстиниана об источниках рабства: [Ч. 1] // Византийский временник. — 1973. — Т. 35 (60). — С. 33—50.
- Кодексы Феодосия и Юстиниана об источниках рабства: [Ч. 2] // Византийский временник. — 1974. — Т. 36 (61). — С. 31—44.
- К вопросу о социальной структуре ранневизантийского города // Проблемы социальной структуры и идеологии средневекового общества. — Л., 1984. — С. 23—36.
- Ещё раз о ранневизантийском колонате // Проблемы социальной истории и культуры средних веков. — Л., 1987. — С. 4—18.
- Динамика социальной структуры ранневизантийского общества // Вестник Ленинградского университета. Сер. 2, История, языкознание, литературоведение. — 1990. — Вып. 3. — С. 12—22.
- Некоторые проблемы эволюции городского плебса в ранневизантийском законодательстве IV—VI вв. // Из истории Византии и византиноведения. — Л., 1991. — С. 5—20.
- К вопросу о социальной структуре ранневизантийского общества: (По данным кодексов Феодосия и Юстиниана) // Византийский временник. — 1992. — Т. 53 (78). — С. 10—19.
- Эволюция проблематики законов о рабах в ранневизантийском законодательстве // Византийский временник. — 1994. — Т. 55 (80), вып. 1. — С. 83—90.
- К вопросу о динамике эволюции сельского плебса в раннем византийском законодательстве // Проблемы социальной истории и культуры средних веков и раннего нового времени. — СПб., 1996. — С. 33—47.
- Из истории отечественного византиноведения конца XIX — начала XX в.: И. И. Соколов // Античная древность и средние века. — Екатеринбург, 1998. — С. 139—152. — В соавторстве с М. А. Морозовым.
- К истории сословия куриалов в Византии // Средневековый город. — Саратов, 1998. — Вып. 12. — С. 169—176.
- А. П. Рудаков и российская медиевистика начала XX в. // Проблемы социальной истории и культуры средних веков и раннего нового времени. — СПб., 2000. — Вып. 2. — С. 40—61.
- Из истории византиноведения и неоэллинистики в России: И. И. Соколов // Московия. Проблемы византийской и новогреческой филологии. — М., 2001. — 1. — С. 229—246.
- А. С. Павлов и К. Э. Цахариэ фон Лингенталь // Византийский временник. — 2003. — Т. 62 (87). — С. 111—122.
- Кафедра истории средних веков // Исторический факультет Санкт-Петербургского университета, 1934—2004. — СПб., 2004. — С. 199—230. — ISBN 5-288-03515-6.
- Георгий Львович Курбатов (1929—2003) // Портреты историков : Время и судьбы. — М., 2004. — Т. 3. — С. 543—553. — В соавторстве с В. А. Якубским.
- Федор Иванович Успенский (1845—1928) // Портреты историков : Время и судьбы. — М., 2004. — Т. 3. — С. 583—600. — В соавторстве с В. А. Якубским.
- О. А. Добиаш-Рождественская о проблемах крестовых походов и идейная цензура 1930-х годов // Византийский временник. — 2006. — Т. 65 (90). — С. 247—258. — В соавторстве с В. А. Якубским.
- Переписка О. А. Добиаш-Рождественской и Э. Д. Гримма: (Эпизод из истории отечественной медиевистики 1930-х годов) // Средние века. — М., 2006. — Вып. 67. — С. 188—199. — В соавторстве с В. А. Якубским.
- Профессору Владимиру Александровичу Якубскому — 85 лет // Prospice sed respice. — СПб., 2009. — С. 11—28. — В соавторстве с А. Ю. Дворниченко.
- Юстиниановская «симфония властей» в контексте современной историографии // Prospice sed respice. — СПб., 2009. — С. 292—305. — В соавторстве с А. Ю. Митрофановым.
- Экклезиология и общественно-политические воззрения Ансельма Луккского // Средние века. — М., 2011. — Вып. 72 (1/2). — С. 60—86. — В соавторстве с А. Ю. Митрофановым.